# Jozef van Wissem
Jozef van Wissem (ur. w 1962) – holenderski kompozytor minimalizmu oraz lutnista mieszkający na Brooklynie. W 2013 roku otrzymał nagrodę za najlepszy soundtrack na Międzynarodowym Festiwalu Filmowym w Cannes za ścieżkę dźwiękową filmu Tylko kochankowie przeżyją. Stale koncertujący instrumentalista uczył się gry na lutni w Nowym Jorku pod okiem Patricka O'Briena. Van Wissem został wytypowany przez londyńskie National Gallery do skomponowania utworu muzycznego poświęconego obrazowi Ambasadorowie autorstwa Hansa Holbeina. Odpowiedzialny za ścieżkę dźwiękową gry The Sims Średniowiecze. Kilkukrotnie gościł w Polsce, m.in. 17 sierpnia 2017 roku wystąpił podczas Podlasie SlowFest w Supraślu.

## Kariera
Solowe albumy Jozefa van Wissema: It Is All That Is Made (2009) oraz Ex Patris (2010) zostały wydane przez niezależną amerykańską wytwórnię Important Records. W 2011 roku w tej samej wytwórni ukazała się jego płyta The Joy That Never Ends nagrana z gościnnym udziałem reżysera Jima Jarmuscha. Holender wtedy też nagrał ścieżkę dźwiękową do gry komputerowej The Sims Średniowiecze. Dalsza współpraca van Vissema z Jarmuschem zaowocowała stworzeniem krążka Concerning the Entrance into Eternity na początku 2012 roku. The Mystery of Heaven, drugie wydawnictwo duetu, pojawiło się w tym samym roku nakładem Sacred Bones Records. W piosence The More She Burns the More Beautifully She Glows swojego głosu użyczyła aktorka Tilda Swinton. Lutnista kontynuował pracę z reżyserem – w 2013 roku stworzył soundtrack do jego produkcji Tylko kochankowie przeżyją.

## Styl i wpływy
W programie All Songs Considered amerykańskiej stacji radiowej NPR powiedziano, że kompozycje Jozefa van Wissema są ciężkie i osadzone w hipnotycznej ciemności.
Van Wissem na przestrzeni lat współpracował z takimi artystami jak Zola Jesus, Domingo Garcia-Huidobro czy SQÜRL (zespół prowadzony przez Jima Jarmuscha).

## Dyskografia

### Albumy solowe
- Retrograde: A Classical Deconstruction (2000, Persephone)
- Narcissus Drowning (2002, Persephone)
- Simulacrum (2003, BVHaast)
- Objects in Mirror Are Closer Than They Appear (2005, BVHaast)
- A Rose by Any Other Name: Anonymous Lute Solos of the Golden Age (2006, Incunabulum)
- Stations of the Cross (2007, Incunabulum)
- A Priori (2008, Incunabulum)
- It Is All That Is Made (2009, Important Records)
- Ex Patris (2010, Important Records)
- The Joy That Never Ends (2011, Important Records)
- Arcana Coelestia (2012, The Spring Press)
- Nihil Obstat (2013, Important Records)
- It Is Time For You To Return (2014, Crammed Discs)
- Partir to Live (2015, Sacred Bones)
- When Shall This Bright Day Begin (2016, Consouling Sounds)
- New Lute Music For Film (2017, Incunabulum)
- Nobody Living Can Ever Make Me Turn Back (2017, Consouling Sounds)
- We Adore You, You Have No Name (2018, Consouling Sounds)
- Ex Mortis  (2020, Consouling Sounds)
- Behold, I Make All Things New (2022, Incunabulum)
- Nosferatu, The Call Of The Deathbird (2022, Incunabulum)

### Albumy współtworzone z innymi artystami
- Diplopia (2003, BVHaast) z Garym Lucasem
- Proletarian Drift (2004, BVHaast) z Tetuzim Akiyamą
- The Universe of Absence (2004, BVHaast) z Garym Lucasem
- Das Platinzeitalter (2007, Incunabulum) z Mauriziem Bianchim
- Hymn for a Fallen Angel (2007, Incunabulum) z Tetuzim Akiyamą
- All Things Are from Him, Through Him and in Him (2008, Audiomer) jako Brethren of the Free Spirit
- The Wolf Also Shall Dwell with the Lamb (2008, Important Records) jako Brethren of the Free Spirit
- Suite the Hen's Teeth (2010, Incunabulum) ze Smegmą
- Downland (2010, Incunabulum) z United Bible Studies
- A Prayer for Light (2010, Incunabulum) z Heresy of the Free Spirit
- Concerning the Entrance into Eternity (2012, Important Records) z Jimem Jarmuschem
- The Mystery of Heaven (2012, Sacred Bones Records) z Jimem Jarmuschem
- Apokatastasis (2012, Incunabulum) z Jimem Jarmuschem
- Only Lovers Left Alive (2014, Atp Recordings) zZola Jesus
- An Attempt to Draw Aside the Veil (2019, Sacred Bones Records) z Jim Jarmusch
- American Landscapes (2023, Incunabulum Records) z Jim Jarmusch

### Piosenki na składankach
- "The Mirror of Eternal Light" na The Garden of Forking Paths (2007, Important Records)
- "This Is How We Sing" na New Music for Old Instruments (2012, Incunabulum) wraz z Jonem Muellerem oraz Robbiem Lee